# Relaciones Estados Unidos-Honduras
Las relaciones entre Estados Unidos y Honduras comprenden un amplio e intenso espectro de intercambios, tratados, pactos y conflictos, tanto políticos, diplomáticos, económicos como culturales, entre las dos naciones, Honduras y Estados Unidos.

## Historia
Las relaciones entre Honduras y Estados Unidos datan desde antes de la independencia de Honduras, pero no es sino hasta 1830 que se ven oficialmente establecidas. Esto sucede cuando la República federal Centroamericana decide mantener relaciones diplomáticas con los Estados Unidos. El país sirvió como base para las operaciones estadounidenses diseñadas para contrarrestar Influencia soviética en Centroamérica durante la década de 1980 y continúa albergando a un ejército estadounidense presenciar y cooperar en diversas preocupaciones de seguridad hoy. 

### Actualidad
Las relaciones entre ambos países nunca se han visto interrumpidas. Los dos países tienen una estrecha cooperación en la guerra contra las drogas. Estados Unidos es el principal socio comercial de Honduras. El comercio bilateral entre las dos naciones totalizó un estimado de $ 12,3 mil millones en 2018. El valor de los bienes estadounidenses exportados a Honduras fue de $ 6,9 mil millones en 2018, y Honduras exportó $ 5,4 mil millones en bienes a los Estados Unidos. El superávit comercial de bienes de Estados Unidos con Honduras fue de $ 889 millones en 2018. La Administración Trump suspendió la mayor parte de la ayuda de Estados Unidos a Honduras, El Salvador, y Guatemala (la región del Triángulo Norte de América Central) durante más de un año; sin embargo, continuó el flujo hacia el norte de migrantes y solicitantes de asilo a los Estados Unidos. Como resultado, las agencias estadounidenses tuvieron que poner fin a algunas actividades de ayuda exterior en Honduras y reducir o retrasar otras.
El actual embajador de Honduras en Estados Unidos es Javier Efraín Bú, mientras que la embajadora de los Estados Unidos en Honduras es Laura Dogu.

## Encuesta de opinión sobre como ven los hondureños a los estadounidenses
Según una encuesta de opinión mundial, el 81% de los hondureños veían positivamente a Estados Unidos en 2002. Según el Informe de Liderazgo Global de Estados Unidos de 2012, el 38% de los hondureños aprobaron el liderazgo de Estados Unidos, el 13% lo desaprueba y el 49% no está seguro. Para 2016, el Informe de liderazgo global de EE. UU. Mostró que los números de aprobación habían aumentado al 56%, pero la desaprobación también había aumentado al 32%, y el porcentaje de personas inseguras o que se negaron disminuyó al 12%.